# پیتر استاینباک
پیتر استاینباک (رومانیایی: Petre Steinbach ۱ ژانویهٔ ۱۹۰۶ – 1996) یک بازیکن فوتبال اهل رومانی بود.
وی همچنین در تیم ملی فوتبال رومانی بازی کرده‌است.